# Höstmorgon vid Sortedamssøen
Höstmorgon vid Sortedamssøen (danska: Efterårsmorgen ved Sortedamssøen) är en dansk oljemålning av Christen Købke från 1838.
Målningen visar en man klädd i en svart rock, som en senhöstmorrgon promenerar på en stig vid Sortedamssøen, en av Søerne i Köpenhamn.
Christen Købke bodde 1833–1843 hos sina föräldrar på Blegdamsvej i Köpenhamn i ett hus som låg nära Sortedamssøen. Han målade också flera tavlor med motiv från Blegdamssøen.
Målningen finns utställd på  Ny Carlsberg Glyptotek och ingår i Danmarks kulturkanon. 